# Coșava

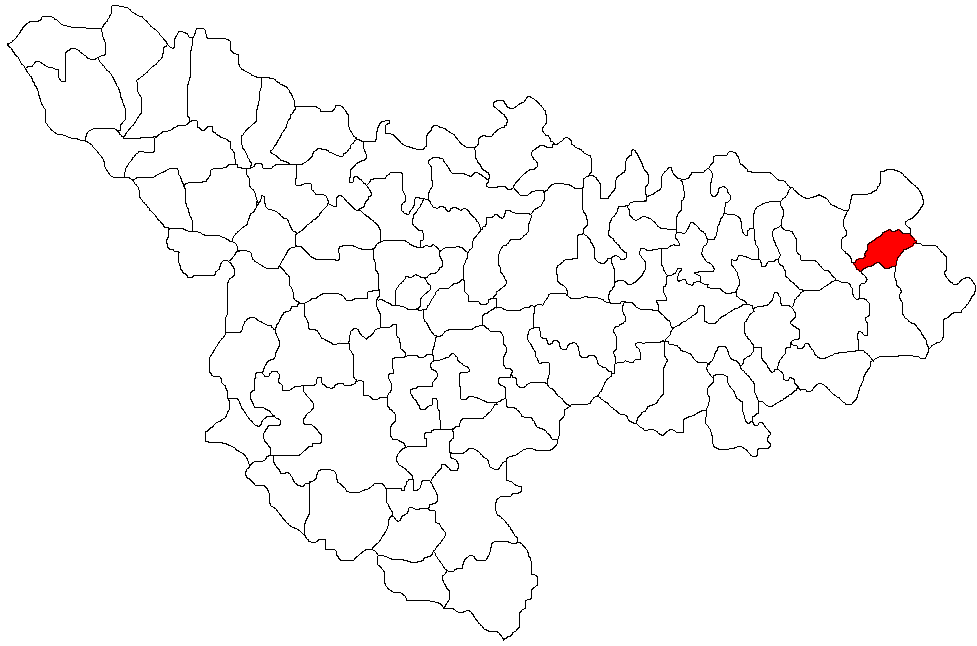
Lage der Gemeinde Curtea im Kreis Timiș

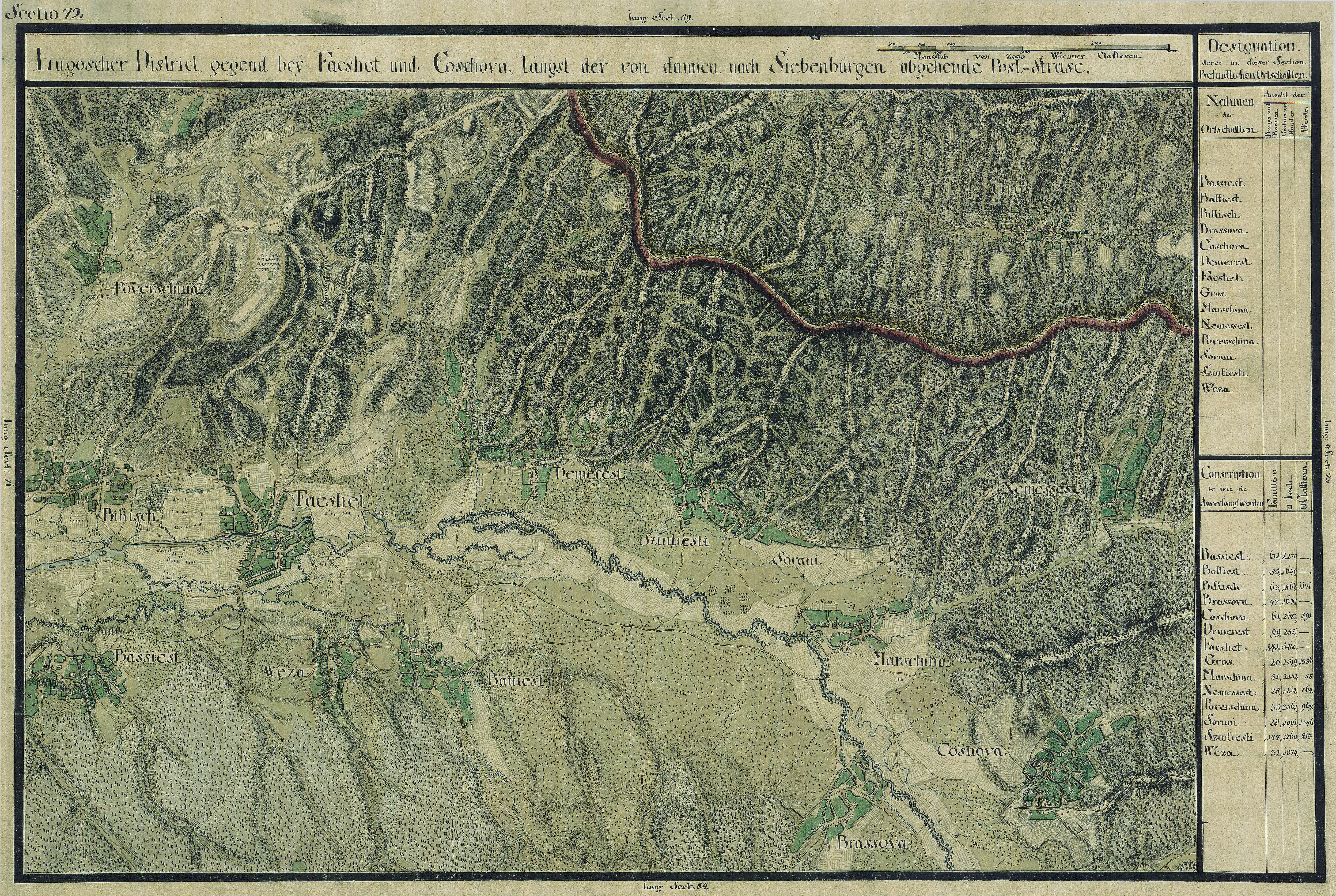
Coșava auf der Josephinischen Landaufnahme

Coșava (volkstümlich Corșova; deutsch Koschowa auchCoschova, ungarisch Kossó auch Kossova) ist ein Dorf im Kreis Timiș, Banat, Rumänien. Coșava gehört zur Gemeinde Curtea.

## Geografische Lage
Coșava liegt im äußersten Osten des Kreises Timiș, nahe der Grenze zum Kreis Hunedoara, in 9 Kilometer Entfernung von Făget, an der Nationalstraße DN68A, Lugoj–Deva.

## Nachbarorte
| Sintești | Nemeșești                                   | Holdea    |
| Margina  | Kompassrose, die auf Nachbargemeinden zeigt | Homojdia  |
| Breazova | Curtea                                      | Pietroasa |

## Geschichte
Eine erste urkundliche Erwähnung der Ortschaft stammt aus dem Jahr 1405. 1597 schenkte Sigismund Báthory das Gut Kosava István Török.
Auf der Josephinischen Landaufnahme von 1717 ist der Ort Coschova mit 30 Häuser eingetragen.
Nach dem Österreichisch-Ungarischen Ausgleich (1867) wurde das Banat dem Königreich Ungarn innerhalb der Doppelmonarchie Österreich-Ungarn angegliedert. Die amtliche Ortsbezeichnung wechselt zwischen Kossova  und Kossõ.
Der Vertrag von Trianon am 4. Juni 1920 hatte die Dreiteilung des Banats zur Folge, wodurch Coșova an das Königreich Rumänien fiel.
Volkstümlich hieß die Ortschaft auch Coșoa, Corșova, Coșiava.
Im Gebäude der Alten Post, das 1957 abgerissen wurde, weilte 1866  Alexandru Ioan Cuza auf dem Weg ins Exil nach Heidelberg.

## Demografie
| 1880 | 645 | 612 | 15 | 18 | -  |
| 1910 | 704 | 656 | 24 | 3  | 21 |
| 1930 | 655 | 614 | 6  | 2  | 33 |
| 1977 | 521 | 464 | –  | –  | 57 |
| 2002 | 451 | 409 | 4  | –  | 38 |